# Federico García Meliá
Federico García Meliá (Sagunt, Camp de Morvedre, 22 de gener de 1968) va ser un ciclista valencià, professional del 1990 fins al 1993.

## Palmarès
- 1991
  - Vencedor d'una etapa de la Volta a l'Alentejo

### Resultats al Giro d'Itàlia
- 1990. 108è de la classificació general
- 1991. 35è de la classificació general

### Resultats a la Volta a Espanya
- 1992. 102è de la classificació general
- 1993. 30è de la classificació general